# Mountain
Mountain (МФА: [ˈmaʊntən]) — американская рок-группа, образованная на Лонг-Айленде в 1969 году по инициативе музыканта, продюсера и бас-гитариста Феликса Паппаларди и вокалиста/гитариста Лесли Уэста. Кроме них в состав коллектива также вошли клавишник Стив Найт и ударник Норман Доу, которого в скором времени сменил Лоренс Лейнг.
Группа наиболее известна песней «Mississippi Queen» и выступлением на фестивале Вудсток.

## Дискография Mountain[1]
- 1969 — Leslie West — Mountain
- 1970 — Mountain Climbing
- 1971 — Nantucket Sleighride
- 1971 — Flowers of Evil
- 1972 — Mountain Live: The Road Goes Ever On
- 1973 — Best of Mountain
- 1974 — Twin Peaks
- 1974 — Avalanche
- 1985 — Go for Your Life
- 1995 — Over the Top
- 1996 — Man’s World
- 1996 — Blood of the Sun
- 1998 — Super Hits
- 2000 — Mountain — Extended Versions
- 2000 — King Biscuit — Live Greatest Hits
- 2002 — On the Mark
- 2002 — Mystic Fire
- 2007 — Masters of War